# Adolf Woedstad
Adolf Petrus Woedstad (Gent, 4 december 1867 – aldaar, 3 september 1941) was een Belgisch postbeambte die actief was in het Gentse letterkundige milieu. Zo was hij archivaris en griffier van rederijkerskamer De Fonteine.

## Levensloop
Adolf werd geboren als zoon van Ferdinand Woedstad die actief was binnen het Gentse postwezen. Hij trouwt met Cecilia Quintyn en het huwelijk brengt zes kinderen voort, waarvan er twee sterven voor hun vader sterft. 
Net als zijn vader was hij ook actief in het Gentse postwezen. Vanaf 1881 mag hij zich “commis des postes” (postbediende) noemen en in augustus 1911 werd hij aangesteld als “hoofdklerk der posterijen”.

## Literaire activiteit
Woedstad schreef ook zelf toneelstukken en gedichten. Deze stukken in handschrift worden bewaard in de Universiteitsbibliotheek Gent in het archief van Rederijkerskamer De Fonteine.
Hij schreef onder andere: 
- De Koekoek (een toneelspel met zang in één bedrijf)
- De Modepoppen (blijspel in één bedrijf)
- Voor Volk en Vaderland (een dramatisch toneel met zang)
- Een reeks gedichten met eerder Vlaams-nationalistische/Groot-Nederlandse insteek.

Maar hij vertaalde ook bestaande werken. Zo is er van zijn hand een vertaling van “Les Fouberies de Scapin” van Molière overgeleverd die hij vertaalde als “de Guitenstreken van Scapin”. 
Zijn bekendste werk is ongetwijfeld “Het oproer der Gentenaars onder Keizer Karel (1539)”, dit is tevens een van de weinige uitgegeven werken van zijn hand. Het werd eerst fragmentarisch uitgegeven in de Gazette van Gent en der beide Vlaanderen om uiteindelijk tijdens de Tweede Wereldoorlog in boekvorm uitgegeven te worden.

## Rederijker[3]
Via zijn vader Ferdinand komt Adolf rond 1900 in contact met rederijkerskamer De Fonteine. Gustaaf Dhondt was toen hoofdman en de kamer was in verval geraakt. Hij werd snel al griffier van de kamer aangesteld en stelde in 1912 een reddingsplan op voor de kamer. Dit plan bestond uit volgende punten: 
- Het in veiligheid brengen van het archief.
- Het mysteriespel ‘de aanbidding van het Lam Gods’ laten opvoeren in openlucht zoals in 1458.
- Het inrichten van een bibliotheek voor de toneelwerken en partituren.
- Het tot stand brengen van de kamer op een vaste locatie.
- Het aankopen van het oude lokaal op de Gouden Leeuwplein
- Het inrichten van een ommegang gevolgd door het eerdergenoemde mysteriespel.

Het tweede punt werd in 1930 verwezenlijkt met de opvoering van het stuk op het Sint-Baafsplein. In 1938 werden punt één, drie en vier tegelijk verwezenlijkt met het intrekken van de kamer in het Bijlokemuseum in Gent. De ommegang en de aankoop van het pand op het Gouden Leeuwplein is er nooit gekomen. 

## Folklorist
Woedstad was ook actief folklorist en stond hiermee aan de wieg van den Bond der Oostvlaamsche Folkloristen in 1926.  De organisatie bestaat nog steeds maar dan onder de naam: Koninklijke Bond der Oost-Vlaamse Volkskundigen.

## Schutter
Tot slot kwam hij, wederom via zijn vader, in 1924 in contact met de schuttersgilde Sint-Joris. Hij schreef verzen voor de gilde en benadrukte er de historische banden tussen de schuttersgilden en de rederijkerskamers. Hij werd ook tot geheimschrijver van de gilde benoemd.
- Digitale Bibliotheek voor de Nederlandse Letteren: woed001